# 杉山孝一
杉山 孝一（すぎやま こういち、1963年5月15日 - ）は、岐阜県岐阜市出身の元社会人野球の野球選手（外野手）、野球指導者。
都市対抗野球大会で通算14本の最多本塁打（2012年現在）を記録している。

## 経歴
岐阜南高校では、3年次の1981年に第63回全国高等学校野球選手権大会に捕手として出場。高校卒業後、1982年に社会人野球の新日本製鐵名古屋に入団。
2年目の1983年、都市対抗の東海予選で4番を務めて史上初の4試合連続本塁打を達成し、本大会でもチームの準優勝に貢献した。
1985年も都市対抗に出場し、同年のドラフト会議でヤクルトスワローズから6位指名を受けたが、結婚直後のため安定した生活を望んでおり、また都市大会にも再び出場したい、として入団を断っている。
しかし、鉄鋼不況による業績悪化のため地方大会出場が減るなど練習環境は悪化し、1986年から数年間にわたってチームは都市対抗出場を逃す。一方で、自身は1986年の本大会でNTT北陸の補強選手(左翼手)として出場し、3打席連続を含む4本塁打を放ち準優勝に貢献する活躍で久慈賞を獲得した。その後、1988年は本田技研鈴鹿に補強されて3本塁打を放ち、1989年はトヨタ自動車から出場。1990年はNTT東海から補強され、準決勝でヤマハの吉田篤史から本塁打を放つなどの活躍で指名打者として優秀選手に選ばれた。
1991年は西濃運輸、1992年は2年ぶりにNTT東海からそれぞれ補強されている。1993年は8年ぶりに新日本製鐵名古屋として本大会に出場しており、前回出場時から残る唯一の部員となっていた。
1994年には西濃運輸の補強選手として10年連続都市対抗出場を達成。同大会では初戦の対住金鹿島戦で2本塁打を放って気が楽になり、NTT東京との準々決勝で大会通算13本目の本塁打を打って丹波健二の記録を更新した。準決勝でも本塁打を放ってチームの準優勝に貢献し、4年ぶりに大会優秀選手に選ばれている。同年にコーチ就任を打診され、技術的には現役を続行する自信があったが、若手の出場機会を増やす事などを考えて引退を決めた。
1995年までコーチを務めた後チームを離れ、広域複合企業チーム・硬式野球クラブ 東海REXに鞍替えした2003年から事務局を担当し、2007年に監督に就任した。2009年限りで、後任の杉本秀生に監督を代わり、社業に専念している。